# 富良野線
富良野線（ふらのせん）は、北海道（上川管内）旭川市の旭川駅と富良野市の富良野駅を結ぶ北海道旅客鉄道（JR北海道）の鉄道路線（地方交通線）である。
旭川や美瑛、富良野という有名観光地を沿線に持つ、北海道を代表する観光路線である一方、近年は周辺地域が旭川のベッドタウンとして発展しており、旭川方面への通勤・通学路線としての一面も持ち合わせている。
なお、線路名称では起点が富良野駅、終点が旭川駅となっているが、『鉄道要覧』ではその逆となっている。

## 概要
元々は北海道官設鉄道によって旭川と釧路を結ぶ幹線鉄道（十勝線、釧路線）の一部として建設されたもので、富良野駅までは1900年（明治33年）8月1日に十勝線の一部として開通している。1913年（大正2年）11月10日に滝川駅 - 下富良野駅（現在の富良野駅）間の新線が下富良野線として開通し、釧路本線（現在の根室本線）の起点が旭川駅から滝川駅に変更されたのに伴い、下富良野駅 - 旭川駅間が富良野線として分離された。
2020年（令和2年）に全線開通120周年を迎え、7 - 10月にかけて記念行事が開催された（5駅でのパネル展示やスマートフォン動画配信、10月10日の「山紫水明号」運行）。

### 存廃問題
2016年（平成28年）11月18日、JR北海道は厳しい経営状況を理由に「自社単独で維持することが困難な路線」として、10路線13区間を発表した。本路線は「自社単独では老朽土木構造物の更新を含め『安全な鉄道サービス』を持続的に維持するための費用を確保できない線区」とされ、今後は経費節減や運賃値上げ、利用促進策、上下分離方式への転換などを軸に沿線自治体と協議する予定とした。
なお、北海道による総合交通政策検討会議が2018年（平成30年）2月10日に発表した『北海道の将来を見据えた鉄道網（維持困難線区）のあり方について』では「観光客の利用だけで鉄道を維持していくことは難しいことから、関係機関が一体となって、観光路線としての特性をさらに発揮するよう取組を行うとともに、地域における負担等も含めた検討・協議を進めながら、路線の維持に最大限努めていくことが必要と考える」としている。

## 歴史

### 北海道官設鉄道
- 1899年（明治32年）
  - 9月1日：北海道官設鉄道十勝線（とかちせん）として、旭川駅 - 美瑛駅間が開業[2]。同区間に辺別駅、美瑛駅[7]を開設。
  - 11月15日：十勝線の美瑛駅 - 上富良野駅間が延伸開業[2]。同区間に上富良野駅を開設[7]。
- 1900年（明治33年）8月1日：十勝線の上富良野駅 - 下富良野駅間が延伸開業[2]。同区間に中富良野駅[7]、下富良野駅[8][7]を開設。

### 国有鉄道

#### 十勝線→釧路線

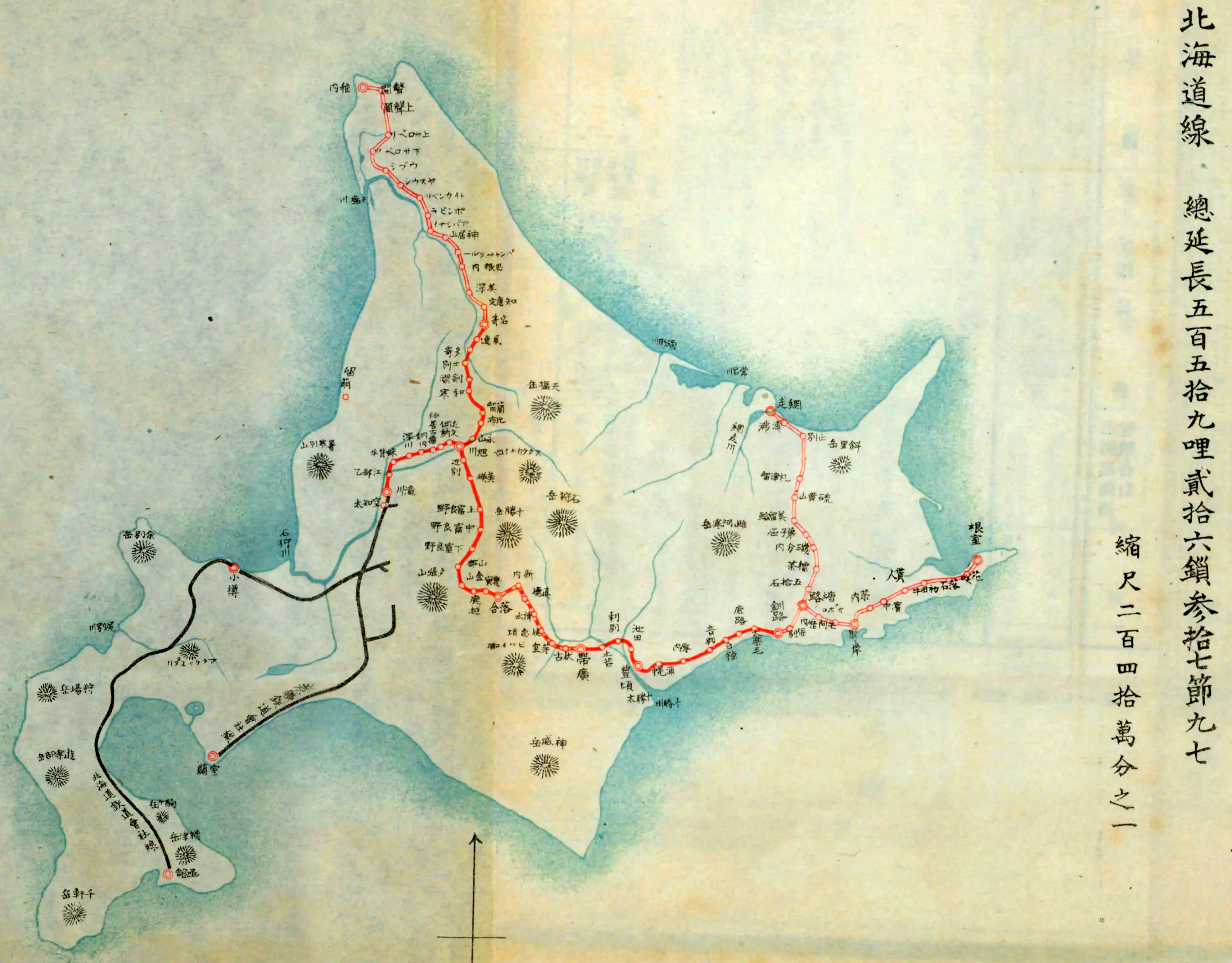
官営鉄道北海道線 1905年の地図

- 1905年（明治38年）4月1日：十勝線の旭川駅 - 下富良野駅（ - 落合駅）間が逓信省鉄道作業局（国有鉄道）に移管[9][3]。旭川駅の読みを「あさひかわ」から「あさひがわ」に変更。
- 1909年（明治42年）10月12日：国有鉄道線路名称制定に伴い、十勝線と釧路線が統合され、旭川駅 - 下富良野駅（ - 帯広駅 - 釧路駅（後の浜釧路駅））間が釧路線（くしろせん）となる[新聞 4]。

#### 富良野線
- 1913年（大正2年）11月10日：滝川駅 - 下富良野駅間 (57.6 km) が開業し[3][4][新聞 1]、滝川駅 - 下富良野駅 - 帯広駅 - 釧路駅（後の浜釧路駅）間が釧路本線（くしろほんせん）に改称[3][4][5]。これに伴い、旭川駅 - 下富良野駅間 (54.8 km) が釧路本線から分離され、富良野線（ふらのせん）に改称[2]。
- 1926年（大正15年）
  - 5月24日：十勝岳の噴火により発生した泥流の影響で不通となる。同年5月28日、運転再開[10]。
  - 9月10日：美瑛駅 - 上富良野駅間に美馬牛駅を開設[7]。
- 1936年（昭和11年）9月10日：西神楽駅 - 美瑛駅間に千代ヶ岡駅を開設[7]。
- 1942年（昭和17年）
  - 4月1日：下富良野駅を富良野駅に改称[11]。
  - 10月1日：辺別駅を西神楽駅に改称[11]。

### 日本国有鉄道
- 1949年（昭和24年）6月1日：公共企業体日本国有鉄道（国鉄）に移管。
- 1957年（昭和32年）12月1日：気動車を投入。旭川駅 - 西神楽駅間に神楽岡、西御料、西瑞穂、西神楽駅 - 千代ヶ岡駅間に西聖和の各仮乗降場を設置[12][注釈 1]。
- 1958年（昭和33年）
  - 1月25日：客貨混合列車を廃止し、客貨分離達成[2]。
  - 3月25日：千代ヶ岡駅 - 美瑛駅間に北美瑛駅[2][7]、上富良野駅 - 中富良野間に西中駅[2][7]、中富良野駅 - 富良野駅間に鹿討駅[2][7]、学田駅[2][7]を新設。神楽岡、西御料、西瑞穂、西聖和の各仮乗降場を正規の駅とする[2][7]。
  - 10月1日：全ての旅客列車が気動車による運転となる[2]。
- 1962年（昭和37年）5月1日：旭川駅 - 釧路駅間（富良野線経由）に急行「狩勝」新設[2]。
- 1974年（昭和49年）7月19日：無煙化達成。
- 1975年（昭和50年）7月18日：急行「狩勝」（下り）1号・（上り）2号の富良野線内が普通列車に格下げ。これに伴い、富良野線を経由する定期優等列車の設定がなくなる。
- 1983年（昭和58年）9月1日：全線に自動列車制御装置 (CTC) を導入。

### 民営化以後
- 1987年（昭和62年）4月1日：国鉄分割民営化に伴い、北海道旅客鉄道（JR北海道）が第一種鉄道事業者として全線を承継。旭川駅 - 富良野駅（構内除く）間がJR北海道旭川支社、富良野駅構内が同社本社鉄道事業本部管轄となる[注釈 2]。また、全線で貨物営業を廃止（富良野コンテナセンターは存続し、日本貨物鉄道〈JR貨物〉が継承）。
- 1988年（昭和63年）3月13日：旭川駅の読みを「あさひがわ」から「あさひかわ」に再変更[13]。
- 1992年（平成4年）10月1日：普通列車全列車がワンマン運転となる[新聞 5]。
- 1996年（平成8年）
  - 4月1日：シルバーシートを導入（JR北海道内では初の導入）[新聞 6]。
  - 9月1日：西御料駅 - 神楽岡駅間に緑が丘駅を開設[2][7]。
- 1999年（平成11年）6月11日：中富良野駅 - 西中駅間に（臨）ラベンダー畑駅を新設[2][7][新聞 7]。
- 2007年（平成19年）10月1日：全区間で駅ナンバリングを実施[報道 6]。
- 2010年（平成22年）10月10日：旭川駅が高架化。
- 2019年（令和元年）12月23日：国鉄分割民営化以降、初めてJR貨物の貨物列車が当線を走行[新聞 8]。根室本線の芦別駅 - 富良野駅間が不通となっていた関係[注釈 3]で、富良野駅に留置された貨物列車を救出する形で運行された[新聞 8]。

## 運行形態
定期列車は普通列車のみが運転されており、全ての列車がワンマン運転を行っている。旭川駅 - 富良野駅間の直通列車と旭川駅 - 美瑛駅間の区間列車が設定されており、全体の4割程度が区間列車である（2015年5月25日時点で、富良野線の列車19往復中7往復）。一部列車は西中駅、鹿討駅、学田駅を通過する（朝と夜の旭川駅行き2本はさらに北美瑛駅、西聖和駅、西瑞穂駅も通過）。朝の一部は平日・土曜日のみの運行である。旭川駅 - 美瑛駅間は毎時1本程度運転されている。

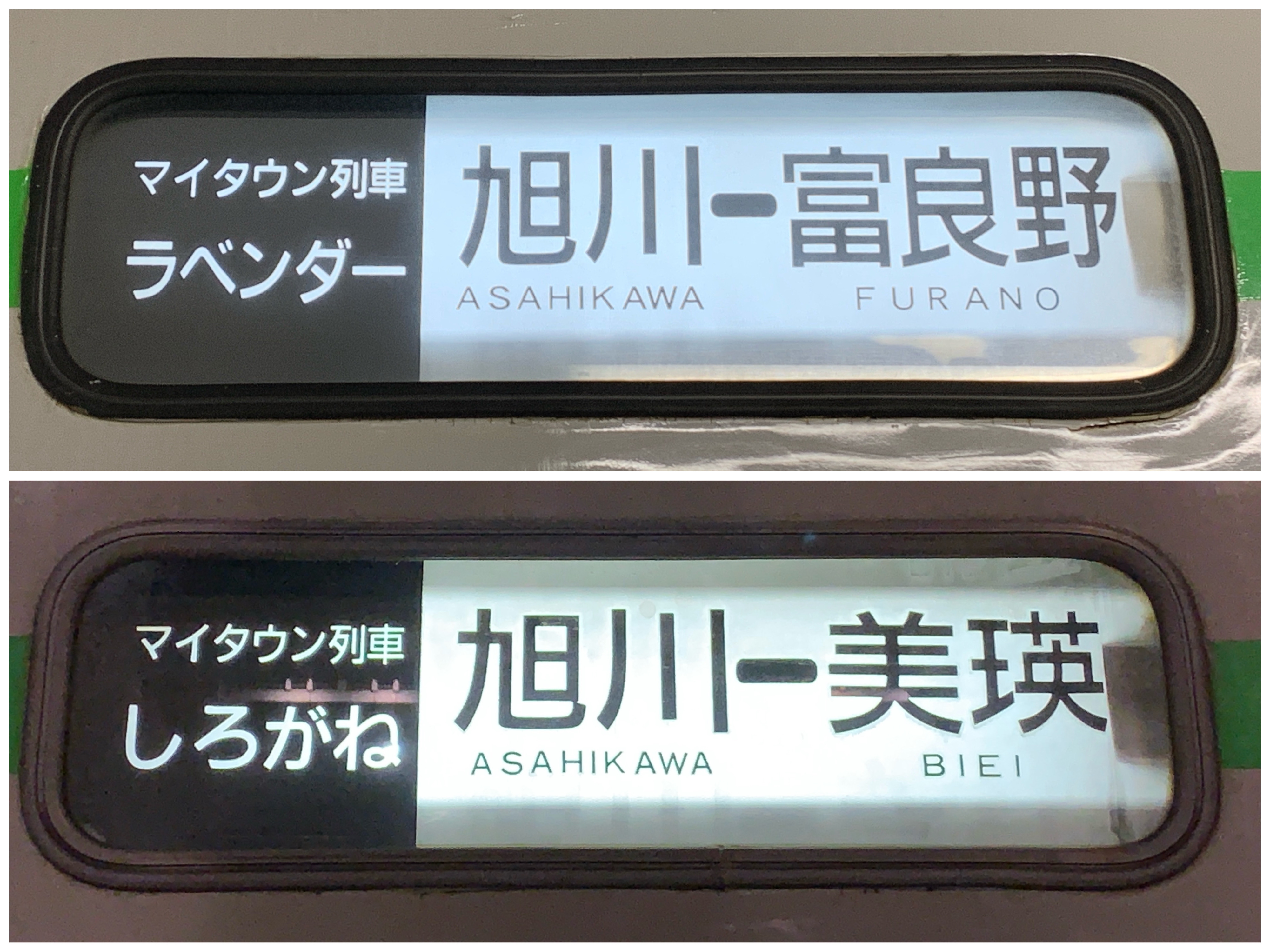
かつて富良野線で運用されていたキハ150形気動車の方向幕。「マイタウン列車」の愛称入り方向幕は2010年代頃まで一部の車両に残存していた。

国鉄時代の最末期に当たる1986年11月1日国鉄ダイヤ改正では当時の旭川鉄道管理局が旭川・北見近郊エリアの普通列車を「マイタウン列車」と称し、運転線区や区間毎に沿線の名所に因んだ愛称を付けたことがあった。富良野線では旭川駅 - 富良野駅間の直通列車に「ラベンダー」、旭川駅 - 美瑛駅間の区間列車に「しろがね」（美瑛町内にある白金温泉に因んでいる）の愛称が与えられ、民営化後の1990年代頃まで北海道内の列車時刻表や駅構内の案内放送などに使用されていた。『JTB時刻表』1988年3月号では旭川駅 - 美瑛駅間運行の列車に「しろがね」、旭川駅 - 富良野駅間運行の列車に「ラベンダー」の名称が確認できる。しかし翌1989年3月号では列車名が消去されている。
その後は愛称名のない「普通列車」として案内されるようになったが、当時の名残でキハ150形気動車の方向幕の一部に2010年代頃まで「マイタウン列車」の表記が残存したケースがあった。また、旭川駅 - 帯広駅間で臨時快速「ホリデーおびひろ」「ホリデーあさひかわ」も運転されていたが、2003年（平成15年）1月5日を最後に運行を終了している。
2023年3月18日のダイヤ改正より、全ての普通列車がH100形気動車で運転されている。
また、観光路線として充実が図られており、毎年6月から10月にかけてトロッコ列車の「富良野・美瑛ノロッコ号」などの臨時列車が運転される。
2023年7月の土日祝日を中心に札幌 - 富良野間で運行される特急フラノラベンダーエクスプレスが富良野線に乗り入れ旭川まで乗り入れていた。線内は快速とし、停車駅は富良野・中富良野・ラベンダー畑(通過日あり)・上富良野・美馬牛・美瑛・旭川

## 使用車両

### 現在の使用車両
- 気動車
  - H100形 - 2023年3月18日のダイヤ改正より運用を開始[16]。
- 客車
  - 510系（「富良野・美瑛ノロッコ号」用）
- ディーゼル機関車
  - DE15形（「富良野・美瑛ノロッコ号」牽引・除雪用）

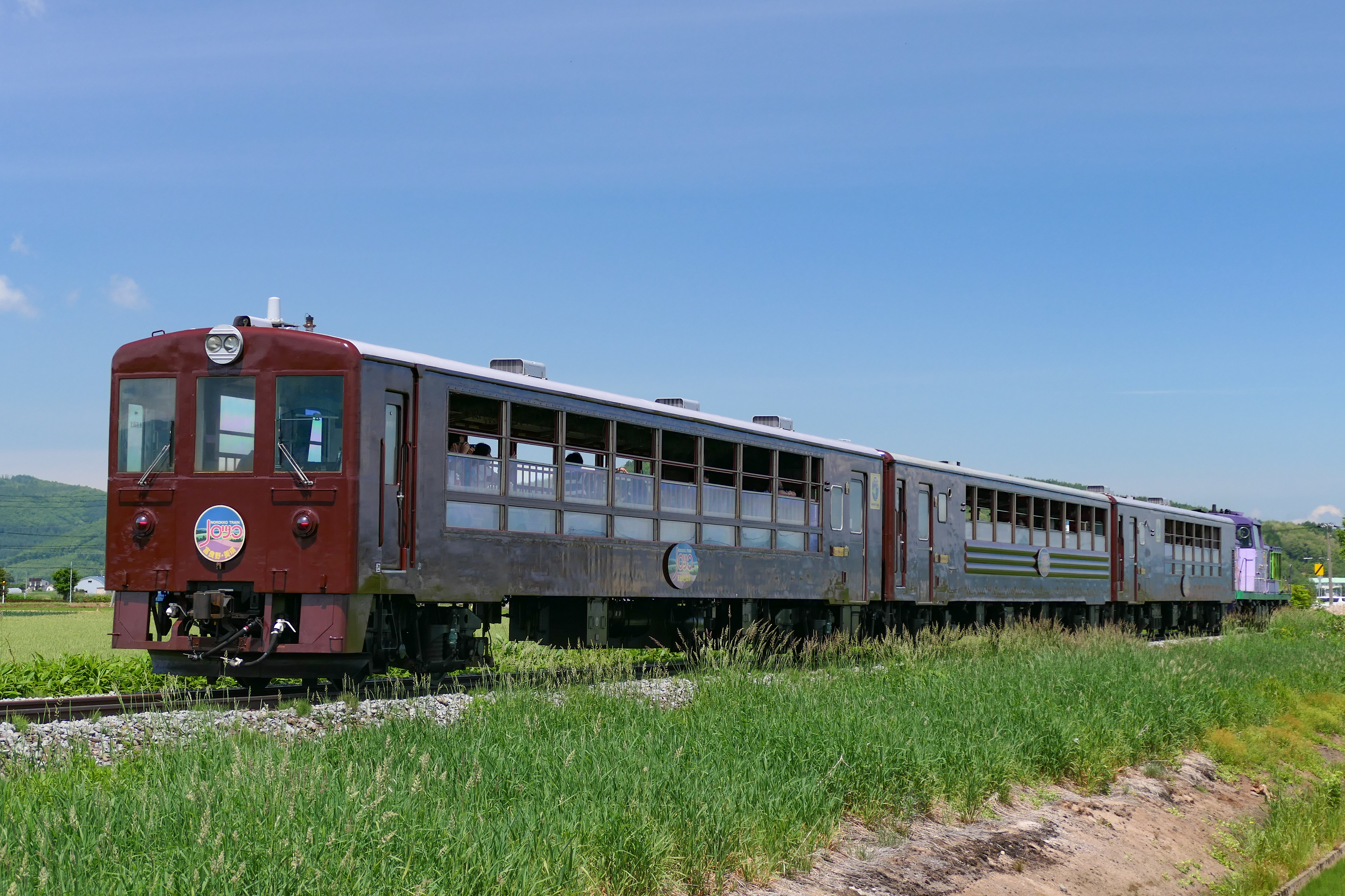
富良野・美瑛ノロッコ号の510系（2022年6月 学田駅 - 鹿討駅間）

### 過去の車両
- 気動車
  - キハ40形 - 2020年3月14日ダイヤ改正以降富良野線での定期運用がない[19]
  - キハ54形 - 2023年3月17日まで運用されていた[16]。
  - キハ150形 - 1993年4月1日から[20]2023年3月17日まで運用されていた[16]。
- 客車
  - ナハ29000形（「富良野・美瑛ノロッコ号」用）

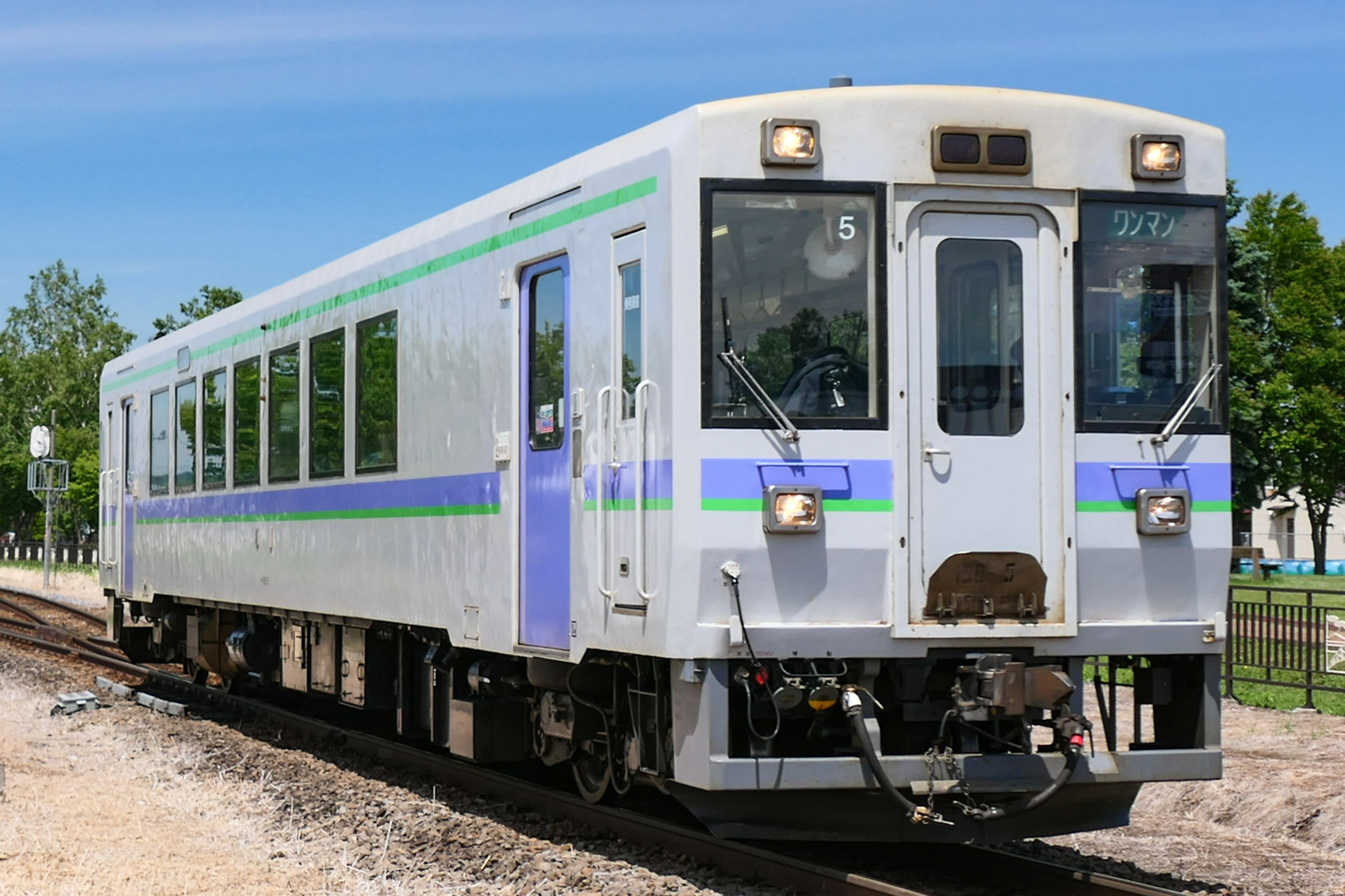
一般列車に使用されていたキハ150形（2022年6月 上富良野駅 - 西中駅間）

## データ

### 路線データ
- 管轄（事業種別）：北海道旅客鉄道（第一種鉄道事業者）
- 区間（営業キロ）：旭川駅 - 富良野駅 54.8 km
- 駅数：18駅（起終点駅含む）
  - 一般駅：1駅（富良野駅）
  - 旅客駅：17駅（うち1駅は臨時駅）
  - 貨物駅：0駅
  - 信号場：0か所
    - 富良野線所属駅に限定した場合、起終点駅（旭川駅は函館本線の所属、富良野駅は根室本線[21][22]）が除外され、旅客駅のみの16駅（うち1駅は臨時駅）となる。
- 軌間：1,067 mm（狭軌）
- 複線区間：なし（全線単線）
- 電化区間：なし（全線非電化）
- 閉塞方式：特殊自動閉塞式（軌道回路検知式）
- 交換可能駅：6（西神楽、千代ヶ岡、美瑛、美馬牛、上富良野、中富良野の各駅）
- 最急勾配：28.6 ‰（美瑛駅 - 美馬牛駅間）
- 最高速度：85 km/h

全区間が旭川支社の管轄であるが、富良野駅構内のみ本社鉄道事業本部直轄となっており、同駅の下り場内信号機が支社境界となっている。

### 輸送密度
輸送密度は以下の通り。データが公開されている1975年（昭和50年）度以降では、全体的に減少傾向にあるが、2004年（平成16年）以降、微増傾向にあり、2016年（平成28年）に発表された「自社単独で維持することが困難な路線」（後述）の中では最も高い。
| 年度                 | 輸送密度 （人/日）  | 備考                                                                   | 出典                    |
| 年度                 | 富良野駅 - 旭川駅間 | 備考                                                                   | 出典                    |
| -------------------- | ------------------- | ---------------------------------------------------------------------- | ----------------------- |
| 1975年（昭和50年）度 | 3,587               |                                                                        | [ 報道 11 ]             |
| 1980年（昭和55年）度 | 3,196               |                                                                        | [ 報道 11 ]             |
| 1984年（昭和59年）度 | 2,316               |                                                                        | [ 新聞 10 ]             |
| 1985年（昭和60年）度 | 2,213               |                                                                        | [ 報道 11 ]             |
| 1987年（昭和62年）度 | 2,056               |                                                                        | [ 報道 11 ]             |
| 1988年（昭和63年）度 | 2,059               |                                                                        | [ 報道 11 ]             |
| 1989年（平成元年）度 | 2,031               |                                                                        | [ 報道 11 ]             |
| 1990年（平成02年）度 | 2,060               |                                                                        | [ 報道 11 ]             |
| 1991年（平成03年）度 | 2,094               |                                                                        | [ 報道 11 ]             |
| 1992年（平成04年）度 | 2,050               |                                                                        | [ 報道 11 ]             |
| 1993年（平成05年）度 | 2,041               |                                                                        | [ 報道 11 ]             |
| 1994年（平成06年）度 | 1,918               |                                                                        | [ 報道 11 ]             |
| 1995年（平成07年）度 | 1,882               |                                                                        | [ 報道 11 ]             |
| 1996年（平成08年）度 | 1,913               |                                                                        | [ 報道 11 ]             |
| 1997年（平成09年）度 | 1,709               |                                                                        | [ 報道 11 ]             |
| 1998年（平成10年）度 | 1,676               |                                                                        | [ 報道 11 ]             |
| 1999年（平成11年）度 | 1,641               |                                                                        | [ 報道 11 ]             |
| 2000年（平成12年）度 | 1,562               |                                                                        | [ 報道 11 ]             |
| 2001年（平成13年）度 | 1,461               |                                                                        | [ 報道 11 ]             |
| 2002年（平成14年）度 | 1,397               |                                                                        | [ 報道 11 ]             |
| 2003年（平成15年）度 | 1,341               |                                                                        | [ 報道 11 ]             |
| 2004年（平成16年）度 | 1,282               |                                                                        | [ 報道 11 ]             |
| 2005年（平成17年）度 | 1,301               |                                                                        | [ 報道 11 ]             |
| 2006年（平成18年）度 | 1,322               |                                                                        | [ 報道 11 ]             |
| 2007年（平成19年）度 | 1,335               |                                                                        | [ 報道 11 ]             |
| 2008年（平成20年）度 | 1,358               |                                                                        | [ 報道 11 ]             |
| 2009年（平成21年）度 | 1,380               |                                                                        | [ 報道 11 ]             |
| 2010年（平成22年）度 | 1,406               |                                                                        | [ 報道 11 ]             |
| 2011年（平成23年）度 | 1,366               |                                                                        | [ 報道 11 ]             |
| 2012年（平成24年）度 | 1,417               |                                                                        | [ 報道 11 ]             |
| 2013年（平成25年）度 | 1,452               |                                                                        | [ 報道 11 ]             |
| 2014年（平成26年）度 | 1,406               |                                                                        | [ 報道 11 ] [ 報道 12 ] |
| 2015年（平成27年）度 | 1,477               |                                                                        | [ 報道 11 ] [ 報道 13 ] |
| 2016年（平成28年）度 | 1,545               | 台風10号による影響を除くため、9 - 12月を除いた数値                     | [ 報道 11 ] [ 報道 14 ] |
| 2016年（平成28年）度 | 1,487               | 9 - 12月を含む数値                                                     | [ 報道 11 ] [ 報道 14 ] |
| 2017年（平成29年）度 | 1,597               | 同年度分より集計方法見直し                                             | [ 報道 15 ]             |
| 2018年（平成30年）度 | 1,505               |                                                                        | [ 報道 16 ]             |
| 2019年（令和元年）度 | 1,419               | 新型コロナウイルス感染症（COVID-19）の拡大の影響等により、前年度比減少 | [ 報道 17 ]             |
| 2020年（令和02年）度 | 1,027               | COVID-19の影響により、前年度比大幅減少                                 | [ 報道 18 ]             |
| 2021年（令和03年）度 | 960                 |                                                                        | [ 報道 19 ]             |
| 2022年（令和04年）度 | 1,053               |                                                                        | [ 報道 20 ]             |
| 2023年（令和05年）度 | 1,233               |                                                                        | [ 報道 21 ]             |

### 収支・営業係数
収支（営業収益、営業費用、営業損益）と営業係数は以下の通り。JR北海道発表分についてはいずれも管理費を含めた金額である。▲はマイナスを意味する。
| 年度                 | 収支（百万円） | 収支（百万円） | 収支（百万円） | 営業 係数 （円） | 備考                                                               | 出典        |
| 年度                 | 営業 収益      | 営業 費用      | 営業 損益      | 営業 係数 （円） | 備考                                                               | 出典        |
| -------------------- | -------------- | -------------- | -------------- | ---------------- | ------------------------------------------------------------------ | ----------- |
| 1970年（昭和45年）度 | 322            | 1,003          | ▲681           | 313              |                                                                    | [ 23 ]      |
| 2014年（平成26年）度 | 338            | 1,236          | ▲898           | 366              |                                                                    | [ 報道 12 ] |
| 2015年（平成27年）度 | 364            | 1,320          | ▲956           | 363              |                                                                    | [ 報道 22 ] |
| 2016年（平成28年）度 | 362            | 1,380          | ▲1,018         | 381              |                                                                    | [ 報道 23 ] |
| 2017年（平成29年）度 | 401            | 1,399          | ▲998           | 349              | 同年度分より集計方法見直し                                         | [ 報道 15 ] |
| 2018年（平成30年）度 | 373            | 1,439          | ▲884           | 385              |                                                                    | [ 報道 16 ] |
| 2019年（令和元年）度 | 373            | 1,388          | ▲1,015         | 372              |                                                                    | [ 報道 17 ] |
| 2020年（令和02年）度 | 241            | 1,227          | ▲986           | 509              | 新型コロナウイルス感染症（COVID-19）の影響による営業収益減少が発生 | [ 報道 18 ] |
| 2021年（令和03年）度 | 241            | 1,342          | ▲1,101         | 557              |                                                                    | [ 報道 19 ] |
| 2022年（令和04年）度 | 296            | 1,428          | ▲1,132         | 483              |                                                                    | [ 報道 20 ] |
| 2023年（令和05年）度 | 367            | 1,674          | ▲1,308         | 457              |                                                                    | [ 報道 21 ] |

## 駅一覧
全区間において駅ナンバリングが設定されているが、駅ナンバリング順ではなく、旭川駅から下り方向に記述。駅ナンバリングの詳細については「北海道旅客鉄道の駅ナンバリング・区間カラー」を参照。
- （臨）：臨時駅
- 停車（定期列車は全列車普通列車） … ●：全列車停車、◆：一部の列車が通過（上下とも）、▲：旭川行きの一部列車が通過、※：営業期間中の昼間時間帯のみ停車
- 線路（全線単線） … ◇・∨・∧：列車交換可、｜：列車交換不可
- 全駅北海道（上川管内）に所在

| 駅番号 | 駅名                 | 営業キロ | 営業キロ | 停車 | 接続路線                                        | 線路 | 所在地        | 所在地        |
| 駅番号 | 駅名                 | 駅間     | 累計     | 停車 | 接続路線                                        | 線路 | 所在地        | 所在地        |
| ------ | -------------------- | -------- | -------- | ---- | ----------------------------------------------- | ---- | ------------- | ------------- |
| A28    | 旭川駅               | -        | 0.0      | ●    | 北海道旅客鉄道：■函館本線・■宗谷本線・■石北本線 | ∨    | 旭川市        | 旭川市        |
| F29    | 神楽岡駅             | 2.4      | 2.4      | ●    |                                                 | ｜   | 旭川市        | 旭川市        |
| F30    | 緑が丘駅             | 1.6      | 4.0      | ●    |                                                 | ｜   | 旭川市        | 旭川市        |
| F31    | 西御料駅             | 1.2      | 5.2      | ●    |                                                 | ｜   | 旭川市        | 旭川市        |
| F32    | 西瑞穂駅             | 2.2      | 7.4      | ▲    |                                                 | ｜   | 旭川市        | 旭川市        |
| F33    | 西神楽駅             | 2.5      | 9.9      | ●    |                                                 | ◇    | 旭川市        | 旭川市        |
| F34    | 西聖和駅             | 2.4      | 12.3     | ▲    |                                                 | ｜   | 旭川市        | 旭川市        |
| F35    | 千代ヶ岡駅           | 4.3      | 16.6     | ●    |                                                 | ◇    | 旭川市        | 旭川市        |
| F36    | 北美瑛駅             | 3.7      | 20.3     | ▲    |                                                 | ｜   | 上川郡 美瑛町 | 上川郡 美瑛町 |
| F37    | 美瑛駅               | 3.5      | 23.8     | ●    |                                                 | ◇    | 上川郡 美瑛町 | 上川郡 美瑛町 |
| F38    | 美馬牛駅             | 6.8      | 30.6     | ●    |                                                 | ◇    | 上川郡 美瑛町 | 上川郡 美瑛町 |
| F39    | 上富良野駅           | 9.1      | 39.7     | ●    |                                                 | ◇    | 空知郡        | 上富良野町    |
| F40    | 西中駅               | 4.5      | 44.2     | ◆    |                                                 | ｜   | 空知郡        | 中富良野町    |
| F41    | （臨）ラベンダー畑駅 | 1.6      | 45.8     | ※    |                                                 | ｜   | 空知郡        | 中富良野町    |
| F42    | 中富良野駅           | 1.5      | 47.3     | ●    |                                                 | ◇    | 空知郡        | 中富良野町    |
| F43    | 鹿討駅               | 2.4      | 49.7     | ◆    |                                                 | ｜   | 空知郡        | 中富良野町    |
| F44    | 学田駅               | 2.8      | 52.5     | ◆    |                                                 | ｜   | 富良野市      | 富良野市      |
| T30    | 富良野駅             | 2.3      | 54.8     | ●    | 北海道旅客鉄道：■根室本線                       | ∧    | 富良野市      | 富良野市      |

1. ↑  石北本線の正式な起点は宗谷本線新旭川駅だが、旅客列車の運転系統上は旭川駅に乗り入れる。